# Benjamin Swift
Benjamin Swift (Amenia, 1781. április 3. – St. Albans, 1847. november 11.) az Amerikai Egyesült Államok Vermont államának szenátora.